# Пам'ятки архітектури Калинівського району
У Калинівському районі Вінницької області під охороною держави знаходиться 10 пам'яток архітектури і містобудування, з них 1 — національного значення.
| Пор. №                 | Найменування пам'ятки               | Датування              | Місцезнаходження                   | Охорон-ний номер       | Дата та № рішення взяття на облік                      |  |
| Національного значення | Національного значення              | Національного значення | Національного значення             | Національного значення | Національного значення                                 |  |
| ---------------------- | ----------------------------------- | ---------------------- | ---------------------------------- | ---------------------- | ------------------------------------------------------ |  |
| 1                      | Михайлівська церква                 | 1861 р.                | с. Нова Гребля                     | 70                     | Постанова Ради Міністрів УРСР від 24.08.1963 р. № 970  |  |
| Місцевого значення     |                                     |                        |                                    |                        |                                                        |  |
| с. Гущині              |                                     |                        |                                    |                        |                                                        |  |
| 1                      | Садиба                              | 19 ст.                 | вул. Леніна,10,14 вул. Радянська,2 | 9-Вн/0                 | Рішення виконкому облради нар. деп.від 21.01.1986 № 33 |  |
| 2                      | Палац                               | п.п.19 ст.             | вул. Леніна,10                     | 9-Вн/1                 | -//-                                                   |  |
| 3                      | Парк                                | п.20 ст.               | вул. Радянська,2                   | 9-Вн/2                 | -//-                                                   |  |
| 4                      | Церква Успіня Пресвятої Богородиці  | 1764,1871 рр.          | вул. Леніна,14                     | 9-Вн/3                 | -//-                                                   |  |
| с. Іванів              |                                     |                        |                                    |                        |                                                        |  |
| 5                      | Замок                               | 1596 р., 19 ст.        | вул. Гагаріна                      | 10-Вн                  | Рішення виконкому облради нар. деп.від 17.02.83 № 96   |  |
|                        | Монастир бернардинів                | 18 ст.                 | вул. Гагаріна                      | 82-М/0                 | Рішення виконкому облради нар. деп.від 14.02.91 № 43   |  |
| 6                      | Костьол Діви Марії                  | 1780 р.                | вул. Гагаріна                      | 82-М/1                 | -//-                                                   |  |
| 7                      | Келії                               | 1780 р.                | вул. Гагаріна                      | 82-М/2                 | -//-                                                   |  |
| 8                      | Будинок ксьондза                    | 18 ст.                 | вул. Гагаріна                      | 82-М/3                 | -//-                                                   |  |
| с. Пиків               |                                     |                        |                                    |                        |                                                        |  |
| 9                      | Костьол Пресвятої Трійці з огорожею | 1777 р.                | вул. Леніна                        | 83-М/1                 | -//-                                                   |  |
| 10                     | Будинок ксьондза                    | 18 ст.                 | вул. Леніна                        | 83-М/2                 | -//-                                                   |  |
|                        |                                     |                        |                                    |                        |                                                        |  |

## Джерело
- [Архівовано 19 червня 2012 у Wayback Machine.] Пам'ятки Вінницької області